# Homossexualidade no futebol profissional

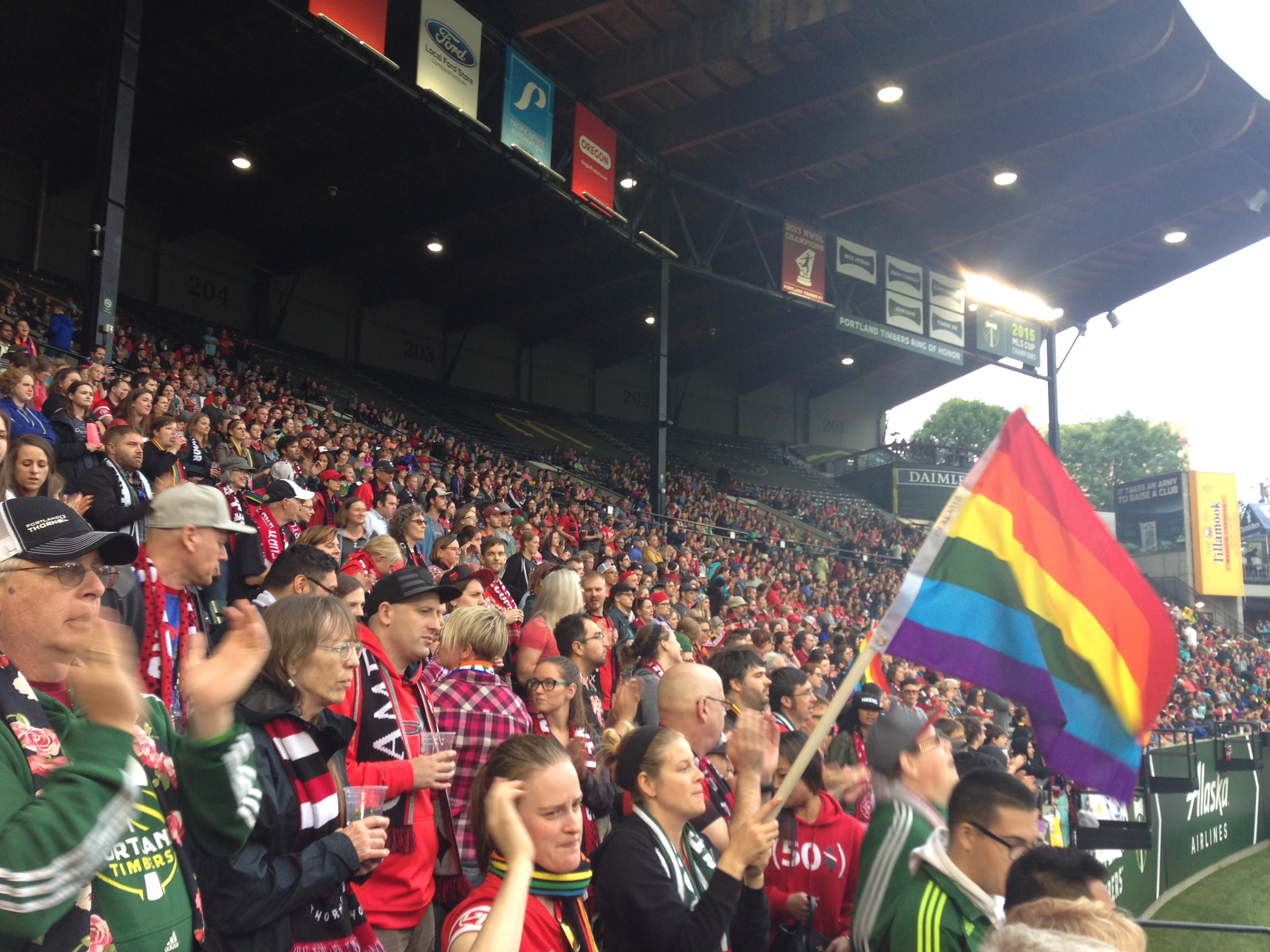
Um aficionado ondeando uma bandeira LGBT durante um partido de futebol.

A homossexualidade no futebol profissional, ao igual que em outras disciplinas desportivas, é um tema que historicamente se tratou como tabu ao interior dos clubes futebolísticos masculinos, tanto dentro das equipas como a nível dirigencial, num ambiente que se percebe predominantemente machista, onde ademais a figura do futebolista é um modelo de masculinidade a seguir dentro da cultura futebolística. Consequentemente, apenas os jogadores do sexo masculino com comportamento masculino são respeitados e aceitos pelos seus pares. Têm sido comuns as situações de homofobia nos estádios, com cánticos e vitoreos, ofensivos e discriminatorios, emitidos pela torcida ou entre os mesmos jogadores adversários e que fazem referência à homossexualidade, bem como crenças e práticas discriminatórias em relação a orientações sexuais não heterossexuais dentro das equipes; não obstante, a FIFA, o organismo que regula este desporto a nível mundial, elaborou uma «guia de boas práticas» onde proíbe explicitamente condutas que atentem contra a orientação sexual das pessoas, se incluindo como parte do «jogo justo» nesta disciplina desportiva. Por outro lado, uma situação contrária sucede no futebol feminino, onde existe uma maior tolerância social para o lesbianismo e a bissexualidade das jogadoras, com um importante número de futebolistas profissionais que se declararam publicamente como parte do coletivo LGBT, sem grandes dificuldades.
As novas gerações de jogadores tendem a ser menos homofóbicas e mais inclusivas de ambos os sexos, ao contrário dos jogadores mais velhos, que têm preconceitos homofóbicos profundamente enraizados.

## História

### Futebol masculino
Em 1990, o futebolista inglês, Justin Fashanu, foi o primeiro do mundo em sair do armário e assumir-se publicamente como gay. Desde esse então, tanto só um par de outros futebolistas profissionais fizeram o mesmo. Em muitos casos dos pioneiros, os desportistas só fizeram pública sua orientação sexual ao curto tempo dantes retirar de sua carreira futebolística ou uma vez já retirados.
Em 1992, foi criada a International Gay and Lesbian Football Association, instituição que reúne a equipas de futebol com jogadores homossexuais e lesbianas ao redor do mundo. Outras organizações internacionais, como a Federação Européia do Desporto Gay e Lésbico, incluem ao futebol dentro de suas concorrências.
Em 2015, a Federação Turca de Futebol foi condenada pela justiça desse país pelo trato discriminatorio que lhe deram a Halil İbrahim Dinçdağ, um árbitro profissional turco que lhe foi retirada sua licença arbitral em 2008, uma vez que saiu do armário publicamente como gay na televisão desse país, depois de ter sido recusado pelo Exército de Turquia para realizar seu serviço militar em dito ano aludindo «alterações psicológicas» só por sua orientação sexual.
Em América Latina, a começos de 2018 já tinham sido sancionadas as selecções de Argentina, Brasil, Chile, México e Peru, por cánticos e insultos homofóbicos pronunciados durante as clasificatorias ao Mundial de Rússia celebrado nesse ano, sendo qualificados pelas autoridades futebolísticas internacionais como «actos discriminatorios e antideportivos». Nesse mesmo ano, o futebolista francês, Olivier Giroud, reconhecido heteroaliado em favor dos direitos das minorias sexuais neste desporto a nível profissional, declarou ao diário Le Figaro que «é impossível ser abertamente homossexual no futebol», ao que o atribuiu às burlas e pressão social dentro do meio futebolístico desse momento.
O futebolista inglês, Troy Deeney, aseveró à imprensa em junho de 2020 que «há ao menos um gay ou bissexual na cada equipa de futebol» e revelou a «preocupação» que têm esses jogadores em revelar sua orientação sexual ou que sejam descobertos. Em consequência, ao mês seguinte, um futebolista ativo que joga na Premier League, fez pública uma carta de maneira anónima à imprensa britânica, em onde revelou sua homossexualidade e o «tormentoso» que resulta manter sua verdadeira orientação sexual em segredo em seu trabalho.
Em fevereiro de 2021, mais de 800 personagens da Bundesliga alemã, que incluiu a jogadores e dirigentes, realizaram uma campanha contra a homofobia no futebol chamada «Podem contar conosco» (ihr könnt auf uns zählen em alemão), onde apareceram publicamente na revista futebolística 11 Freunde, sustentando um cartaz de fundo com as cores da bandeira arcoíris, fazendo um chamado a todos seus colegas LGBT a não ter medo por sua orientação sexual.
Em junho de 2022, o exfutbolista brasileiro Richarlyson declarou-se como bissexual, sendo o primeiro abertamente LGBT que tenha jogado na selecção masculina de futebol de seu país. Nesse mesmo ano, a celebração da Copa Mundial em Catar gerou uma onda de críticas a nível internacional, devido ao trato legal e social que tem a diversidade sexual nesse país. No mesmo evento esportivo internacional, o jogador de futebol Gleison Bremer, da Seleção Brasileira de Futebol, usou pela primeira vez o número 24 em uma camisa, associado a um tema tabu relacionado à homossexualidade que se espalhou desde o final do século XIX no futebol brasileiro, que também está associada à figura do veado como sinônimo de fragilidade e delicadeza. Anteriormente, em 2020, Gabriel Barbosa, jogador do Flamengo, vestiu a camisa com o número 24 em campanha contra a homofobia no esporte.
O 13 de fevereiro de 2023, Jakub Jankto difundiu um vídeo no que confirmava seu homossexualidade. Segundo informa o jornal desportivo digital Relevo, é o primeiro jogador que tem participado em um time de futebol da liga espanhola e tem feito pública sua orientação sexual não heterossexual. Em dezembro do mesmo ano, Emerson Ferretti foi eleito presidente do Esporte Clube Bahia, tornando-se assim o primeiro presidente de um clube de futebol brasileiro assumidamente gay na história.

## Futebolistas profissionais publicamente gays

### Futebol masculino
| Nome                | País de origem | Anos de carreira | Ano de saída do armario | Notas e referências |
| ------------------- | -------------- | ---------------- | ----------------------- | ------------------- |
| Justin Fashanu      | Inglaterra     | 1978–1997        | 1990                    |                     |
| Thomas Berling      | Noruega        | 1999–2001        | 2001                    |                     |
| Olivier Rouyer      | França         | 1973–1990        | 2008                    |                     |
| David Testo         | Estados Unidos | 2003–2011        | 2011                    |                     |
| Jonathan de Falco   | Bélgica        | 2004–2011        | 2011                    | [ 24 ]              |
| Anton Hysén         | Suécia         | 2008–            | 2011                    |                     |
| Robbie Rogers       | Estados Unidos | 2005–2017        | 2013                    |                     |
| Thomas Hitzlsperger | Alemanha       | 2001–2013        | 2014                    | [ 25 ]              |
| Collin Martin       | Estados Unidos | 2013–            | 2018                    | [ 26 ]              |
| Andy Brennan        | Austrália      | 2010–            | 2019                    | [ 27 ]              |
| Thomas Beattie      | Inglaterra     | 2008–2015        | 2020                    | [ 28 ]              |
| Josh Cavallo        | Austrália      | 2017–            | 2021                    |                     |
| Emerson Ferretti    | Brasil         | 1991–2007        | 2022                    | [ 29 ]              |
| Richarlyson         | Brasil         | 2002–2021        | 2022 (como bissexual)   | [ 17 ]              |
| Jake Daniels        | Inglaterra     | 2022–            | 2022                    | [ 30 ]              |
| Zander Murray       | Escócia        |                  |                         | [ 31 ]              |
| Jakub Jankto        | Chéquia        | 2014–            | 2023                    | [ 32 ]              |

## Árbitros profissionais publicamente gays
| Nome                            | País de origem | Carreira | Ano de saída do armário | Notas e referências |
| ------------------------------- | -------------- | -------- | ----------------------- | ------------------- |
| Jorge José Emiliano dois Santos | Brasil         |          | 1988                    |                     |
| Jesús Tomillero Benavente       | Espanha        |          | 2015                    |                     |
| Tom Harald Hagen                | Noruega        |          | 2020                    |                     |
| Igor Benevenuto                 | Brasil         |          | 2022                    | [ 33 ]              |